# 대한민국 민법 제608조
대한민국 민법 제608조는 차주에 불이익한 약정의 금지에 대한 민법 채권법 조문이다.

## 조문
제608조(차주에 불이익한 약정의 금지) 전2조의 규정에 위반한 당사자의 약정으로서 차주에 불리한 것은 환매 기타 여하한 명목이라도 그 효력이 없다.

第608條(借主에 不利益한 約定의 禁止) 前2條의 規定에 違反한 當事者의 約定으로서 借主에 不利한 것은 還買 其他 如何한 名目이라도 그 效力이 없다.

## 참고 문헌
- 오현수, 일본민법, 진원사, 2014. ISBN 978-89-6346-345-2
- 오세경, 대법전, 법전출판사, 2014 ISBN 978-89-262-1027-7
- 이준현, LOGOS 민법 조문판례집, 미래가치, 2015. ISBN 979-1-155-02086-9

## 같이 보기
- 소비대차